# Конституционный референдум в Кот-д’Ивуаре (2000)
Конституционный референдум в Республике Кот-д’Ивуар проходил 23 и 24 июля 2000 года. В соответствии с вынесенными на голосование поправками к Конституции оба родителя кандидатов в президенты должны были быть рождены в Кот-д’Ивуаре. Кроме этого, вводился иммунитет от судебного преследования  участников переворота 1999 года. Поправки были одобрены 86,53% избирателей при явке 56%.
Изменения Конституции не позволили лидеру республиканцев Алассану Уаттара, мать которого была родом из Буркина-Фасо, участвовать в президентских выборах 2000 года, что, в конце концов, привело к гражданской войне в Кот-д'Ивуаре.

## Предвыборная обстановка
24 декабря 1999 года Анри Конан Бедье и его правительство были свергнуты в результате военного переворота. После этого Роберт Геи стал главой государства и назначил Седу Диарра премьер-министром. Роберт Геи внёс изменения в Конституцию Кот-д'Ивуара 1960 года и отменил смертную казнь в Кот-д'Ивуаре.

## Результаты
| Выбор                              | Голоса    | %     |
| ---------------------------------- | --------- | ----- |
| «За»                               | 2 356 161 | 86,53 |
| «Против»                           | 366 853   | 13,47 |
| Недействительных/пустых бюллетеней | 85 143    | –     |
| Всего                              | 2 808 157 | 100   |